# Ілона Австрійська
Ілона Австрійська (нім. Ilona von Österreich, 20 квітня 1927 — 12 січня 2011) — уроджена ерцгерцогиня Австрійська з династії Габсбургів, принцеса Богемії та Угорщини, донька ерцгерцога Австрійського Йозефа Франца та саксонської принцеси Анни, дружина титулярного князя Мекленбург-Штреліца Георга Олександра (1946—1974), матір теперішнього титулярного князя Мекленбург-Штреліца Юрія-Борвіна.

## Біографія
Народилась 20 квітня 1927 року в Будапешті. Була другою дитиною та другою донькою в родині ерцгерцога Австрійського Йозефа Франца та його дружини Анни Саксонської. Мала старшу сестру Маргариту. Була охрещена 30 травня 1927 року іменем Єлена, яке отримала на честь хрещеної матері Єлени Чорногорської, королеви Італії. Представляв монархиню на церемонії італійський посол. Дівчинку на угорський манер надалі кликали Ілоною. Вона мала старшу сестру Маргариту та молодших Анну-Терезію та Марію Кінгу й братів Йозефа Арпада, Іштвана, Ґезу та Михайла. Мешкало сімейство на віллі у II окрузі Будапешта. Їм також належав маєток Альчут за межами міста.
Батько походив з угорської гілки династії Габсбургів, заснованої палатином Йозефом Антоном на початку XIX сторіччя, брав участь у Першій світовій війні, мав ступінь доктора права, був членом Верхньої палати угорського Державного Зібрання. Дід з батьківського боку Йозеф Август двічі був регентом Угорщини у 1918—1919 роках, а також кандидатом на угорський престол. Мешкав переважно в маєтку Альчут. 
Дід з материнського боку Фрідріх Август III до 1918 року був правлячим королем Саксонії. Після Листопадової революції мешкав у палаці Сибілленорт до своїй смерті у 1932 році.

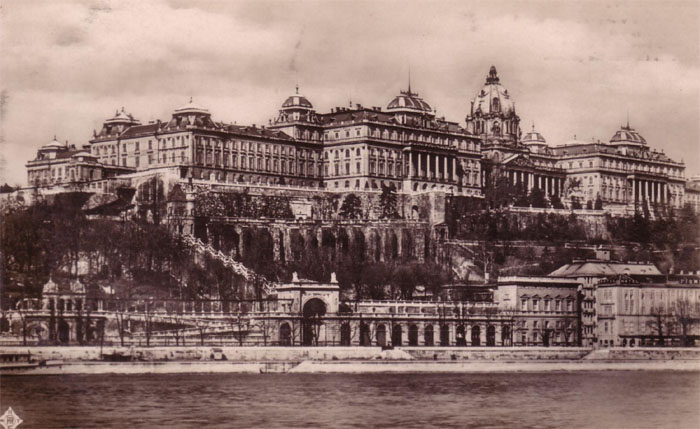
Будапешт у 1930-ті роки

Дитинство Ілона провела в Будапешті. Разом із сестрами Маргаритою та Анною-Терезією відвідувала громадську школу Монтессорі. На початку 1940-х років сімейство переїхало до вілли у III окрузі Будапешта. У жовтні 1944 року було повалено режим Міклоша Горті, і вся родина перебралася до Німеччини. Перший час вони були гостями дому Турн-унд-Таксіс в Регенсбурзі. Княгинею Турн-унд-Таксіс в той час була двоюрідна бабуся Ілони, Маргарита Клементина Австрійська. Згодом мешкали у замку Зігмаринген, запрошені тіткою Маргаритою Каролою. Жили на гроші, отримані від продажу бабусею Августою своїх коштовностей, які вона таємно вивезла з Угорщини, заховавши в одязі.

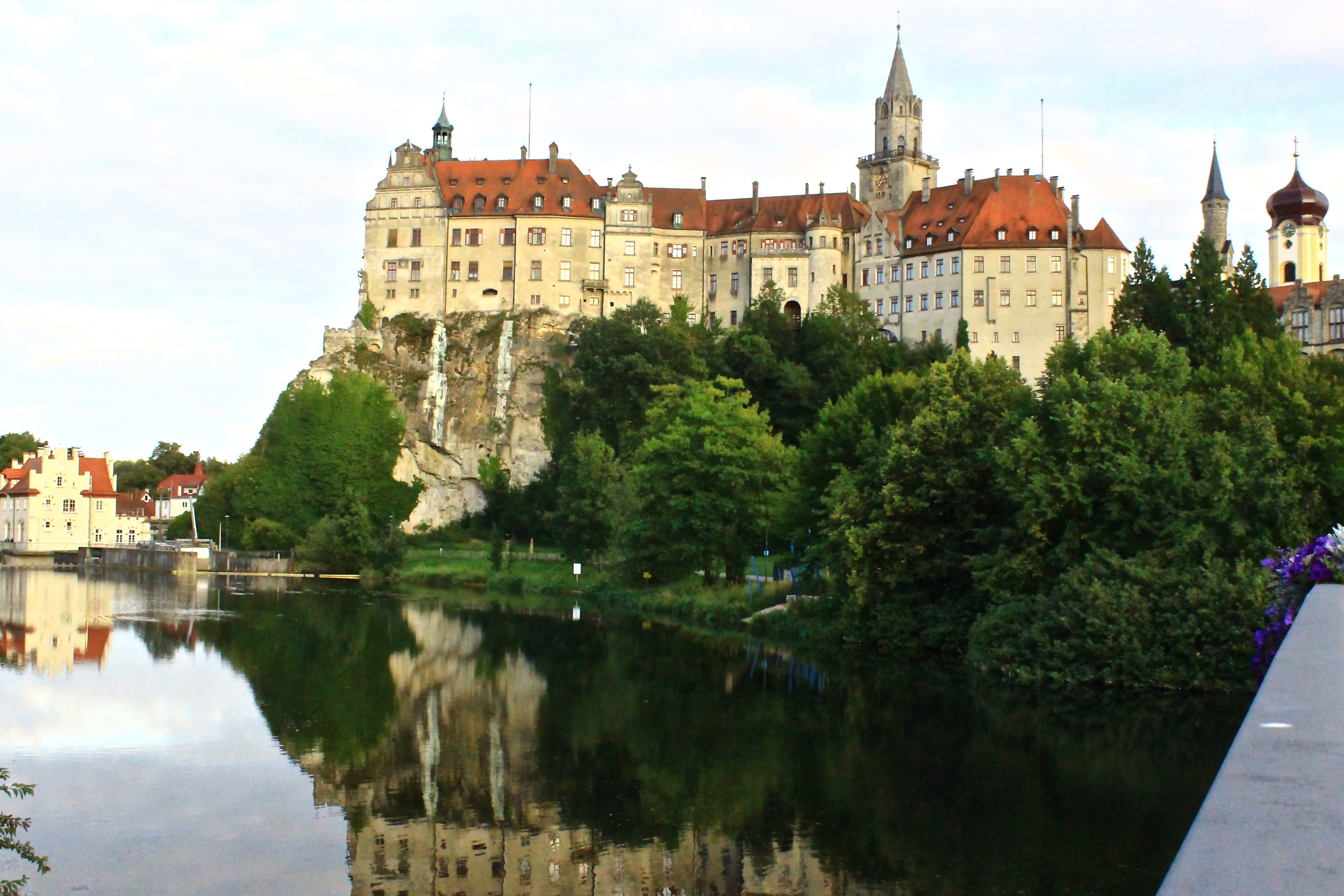
Зігмарінгенський замок

У Зігмарінгені Ілона познайомилася з 24-річним принцом Георгом Александром Мекленбурзьким, старшим сином титулярного великого герцога Мекленбург-Штреліца Георга. Він із родиною у березні 1945 прибув до Зігмарінгена так само на місце проживання, оскільки їхня нерухомість була спалена. Невдовзі відбулися заручини пари. У 18 років Ілона взяла шлюб із Георгом Александром. Цивільна церемонія відбулася 20 лютого 1946 року у Зігмарінгені. Вінчання пройшло там же 30 квітня 1946 року. Невдовзі Ілона завагітніла і за одинадцять місяців після весілля народила первістка. Новонароджена дівчинка також з'явилась на світ у Зігмарінгені. Всього у подружжя було четверо дітей. Згодом родина осіла у Фрайбурзі.
У липні 1963 року чоловік Ілони став титулярним великим герцогом Мекленбург-Штреліца, а сама вона — титулярною великою герцогинею-консортом. Їхній шлюб проіснував 28 років,  вони розлучилися по досягненні всіма дітьми повноліття. Розлучення було оформлене у грудні 1974 року.
Після розлучення ерцгерцогиня певний час жила у Мюнстері, потім повернулася до Фрайбургу. Описували її як красиву, милу, скромну та богомольну жінку. Як і вона, Георг Александр більше не одружувався. Він пішов з життя 26 січня 1996 року. Ілона померла вранці 12 січня 2011 у віці 83 років. Була похована на новому цвинтарі Рупольдінга у горах Баварії в присутності найближчих членів родини, її дітей, братів та сестри Марії Кінги.
7 липня 2011 року народилася її перша правнучка, яку назвали Єленою.

## Родина
Чоловік — Георг Александр Мекленбурзький
Діти:
- Єлизавета Крістіна (нар. 1947) — журналістка, розлучена з бароном Альхардом фон дем Бюссе-Іппенбург, має двох доньок і сина;[10]
- Марія Катерина (нар. 1949) — реставраторка картин і скульптур, дружина Вольфганга Тадеуша фон Василевського, має доньку та сина;[11]
- Ірена (нар. 1952) — дружина Костянтина Хармсена, має двох синів;[12]
- Борвін (нар. 1956) — герцог Мекленбурзький, титулярний герцог Мекленбург-Штреліца від 1996 року, одружений із Алісою Вагнер, має двох синів та доньку.[13]

## Нагороди
- Орден Зіркового хреста (династія Габсбургів);
- Великий хрест ордену Святого Іоанна (Мальтійський орден).